# Arthur Cecil Alport
Arthur Cecil Alport (IPA: /ˈɑːθə ˈsisəl æl'pɔːt/) là bác sĩ người Nam Phi được người đời sau ghi danh chủ yếu do ông đã phát hiện và mô tả đầu tiên một bệnh di truyền ở nước Anh, hiện nay bệnh này gọi là hội chứng Alport.
Vào năm 1927, bác sĩ Cecil Alport đã đăng một bài báo khoa học ở Tạp chí Y học Anh, trong đó ông đã trình bày nghiên cứu của mình về bệnh mà ông gọi là hereditary familial congenital haemorrhagic nephritis (viêm thận bẩm sinh di truyền theo gia đình".

## Tiểu sử
- Arthur Cecil Alport sinh ra ở Nam Phi vào ngày 25 tháng 1 năm 1880. Ông theo học Đại học Edinburgh, vào năm 1905 nhận bằng MB (Cử nhân Y khoa) và ChB (Cử nhân Phẫu thuật) - cả hai bằng này tương đương với MD tại Hoa Kỳ. Sau khi tốt nghiệp, tiến sĩ trở về Nam Phi, hành nghề y học và sở hữu một mỏ vàng nhỏ, không mang lại hiệu quả cao. Trong Thế chiến I, ông phục vụ trong Quân đoàn Y tế Hoàng gia ở Tây Nam Châu Phi, Macedonia và Salonika, được đánh giá là một chuyên gia về các bệnh nhiệt đới (như sốt rét). Ông đã nhận bằng MD năm 1919 và trở thành thành viên của Đại học Bác sĩ Hoàng gia (MRCP) năm 1920.
- Sau đó, Alport làm việc tại bệnh viện St. Mary ở Luân đôn vào năm 1922 với tư cách là trợ lý giám đốc của đơn vị y tế, cũng là nơi ông sẽ giảng dạy suốt 14 năm tiếp theo.

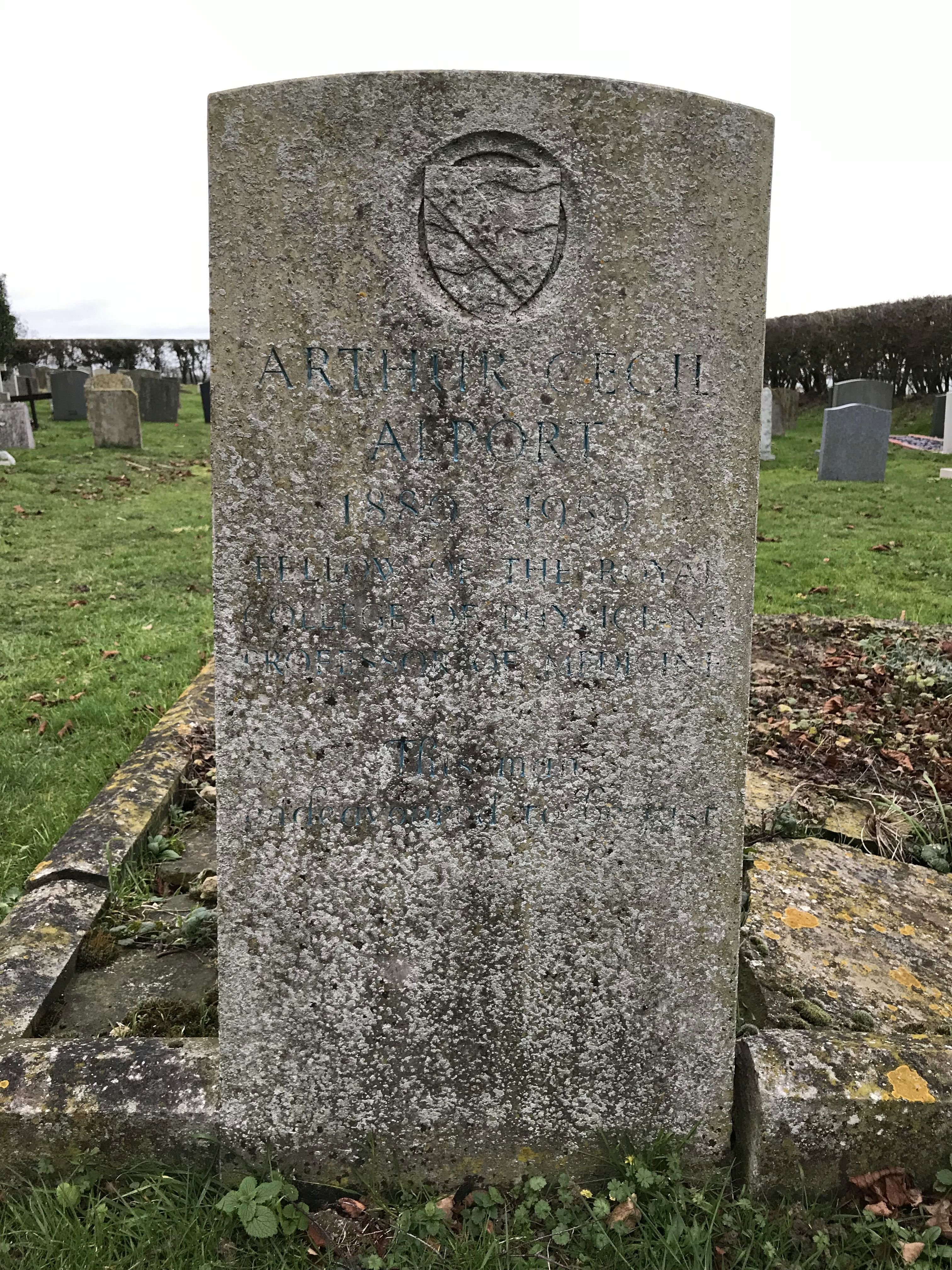
Ngôi mộ của A.C. Alport trong khuôn viên nhà thờ St John the Baptist, Layer de la Haye, ở Essex (nước Anh).

- Năm 1937, theo lời khuyên của Sir Alexander Fleming (1881-1955), tiến sĩ Alport đã đến công tác ở Cairo, làm giáo sư y khoa tại Bệnh viện King Fuad I thuộc Đại học Cairo. Ở đây, ông đã kinh hoàng chứng kiến sự gian dối, tham nhũng và không quan tâm gì đến người bệnh nghèo trong các bệnh viện Ai Cập thời đó. Ông đã viết một cuốn sách nhỏ kêu gọi cải cách các cơ sở y tế của Ai Cập trình lên Cơ quan lập pháp vào năm 1944.
- Cuốn One Hour of Justice: The Black Book of the the Egyptian Hospitals ("Một giờ công lý: Sách đen các bệnh viện Ai Cập") là một cuốn sách nhỏ được xuất bản tư nhân, mong có tác dụng như một dự luật cải cách y khoa y Ai Cập. Tuy nhiên những mong muốn này không được ủng hộ.
- Năm 1947, ông từ bỏ học bổng của Đại học Bác sĩ Hoàng gia Luân Đôn, do cảm giác như bị phản bội.
- Ông qua đời trong một bệnh viện ở London năm 1959, hưởng thọ 79 tuổi.[3][4]